# Señas de identidad
Señas de identidad es una novela escritor español Juan Goytisolo publicada en 1966 en México por la Editorial Joaquín Mortiz. Esta obra inicia la etapa de madurez creativa de su autor. Novela de derrota, búsqueda infructuosa y desarraigo, es la primera de las tres protagonizadas por Álvaro Mendiola: Señas de identidad, Reivindicación del Conde Don Julián (1970) y Juan sin tierra (1975). Ninguna de estas tres novelas pudo ser publicada en España hasta 1976.
Muchos críticos literarios la han considerado como una de las novelas españolas más importantes del siglo XX; el diario español El Mundo la incluyó en su lista de las 100 mejores novelas en español del siglo XX.
En su primera edición, Señas de identidad incluía el cuento Pausa de otoño, que fue suprimido en ediciones posteriores.

## Argumento
Álvaro Mendiola, fotógrafo barcelonés exiliado en París, vuelve enfermo el verano de 1963 a España. Su reencuentro con los paisajes y las gentes de su país, oprimido bajo la dictadura franquista, sirve de detonante para rememorar su infancia y juventud, recordar las narraciones familiares sobre sus antepasados más próximos y analizar la historia reciente de España y las esencias del pueblo español.
Los sucesos de Yeste, en mayo de 1936, la guerra civil española vista desde la perspectiva de un niño de clase acomodada, la oposición estudiantil al régimen, la represión policial, la miseria de muchos de sus compatriotas, la emigración, el turismo y la vida cotidiana de los exiliados españoles en París constituyen el collage al que Mendiola se enfrenta con desesperanza. Solo parece existir una alternativa para el protagonista: romper todo vínculo con sus gentes y su historia, completando así el proceso de desarraigo de sus raíces, de deshojamiento continuo a lo largo de su vida de esas «señas de identidad» que de ningún modo puede considerar como suyas.
Pero Señas de identidad es también la historia de la búsqueda individual infructuosa de un ideal que dé sentido a la propia existencia, más allá del mero rechazo de todo aquello que repugna al protagonista. La necesidad de encontrar a otros con los que pueda sentirse identificado, con los que fundirse y abandonar así su soledad, le conducirá siempre a la decepción; ni siquiera su apasionado amor por Dolores podrá redimirle.

## Estilo
Entre las características del estilo de Señas de identidad pueden destacarse las siguientes: 
- Ruptura del orden cronológico lineal: los hechos son narrados mezclando pasado y presente sin ninguna ordenación cronológica, por medio de flashbacks. Incluso muchas de las historias aparecen claramente fragmentadas, solapadas con otras diferentes.
- Alternancia de la segunda y la tercera personas narrativas: el narrador en ocasiones trata al protagonista como un ente ajeno (Álvaro), mientras otras veces se dirige a él en segunda persona, especialmente cuando el protagonista ve, piensa o escucha desde su presente o desde una postura emocionalmente más cercana.
- Empleo de gran variedad de estilos: un informe policial de seguimiento a sospechosos, el programa de los festejos de un pueblo, la transcripción del testimonio oral de un emigrante, el poema de un exiliado o el cartel anunciador de una corrida de toros son elementos que, entre otros, aparecen en la novela completando o incluso sustituyendo a las narraciones.
- Fragmentos en los que desaparece todo signo de puntuación: estos fragmentos son muy diversos entre ellos. En uno de ellos, como emitido de forma coral por los representantes de la España biempensante, se exponen acusaciones contra el protagonista; en otro, especialmente emocionante, un personaje cuenta las penurias de su vida (hambre, cárcel, injusticias, muerte de su hijo...) con el lenguaje propio de una persona iletrada.